# Ostrovu Mic, Hunedoara
Ostrovu Mic este un sat în comuna Râu de Mori din județul Hunedoara, Transilvania, România.

## Imagini

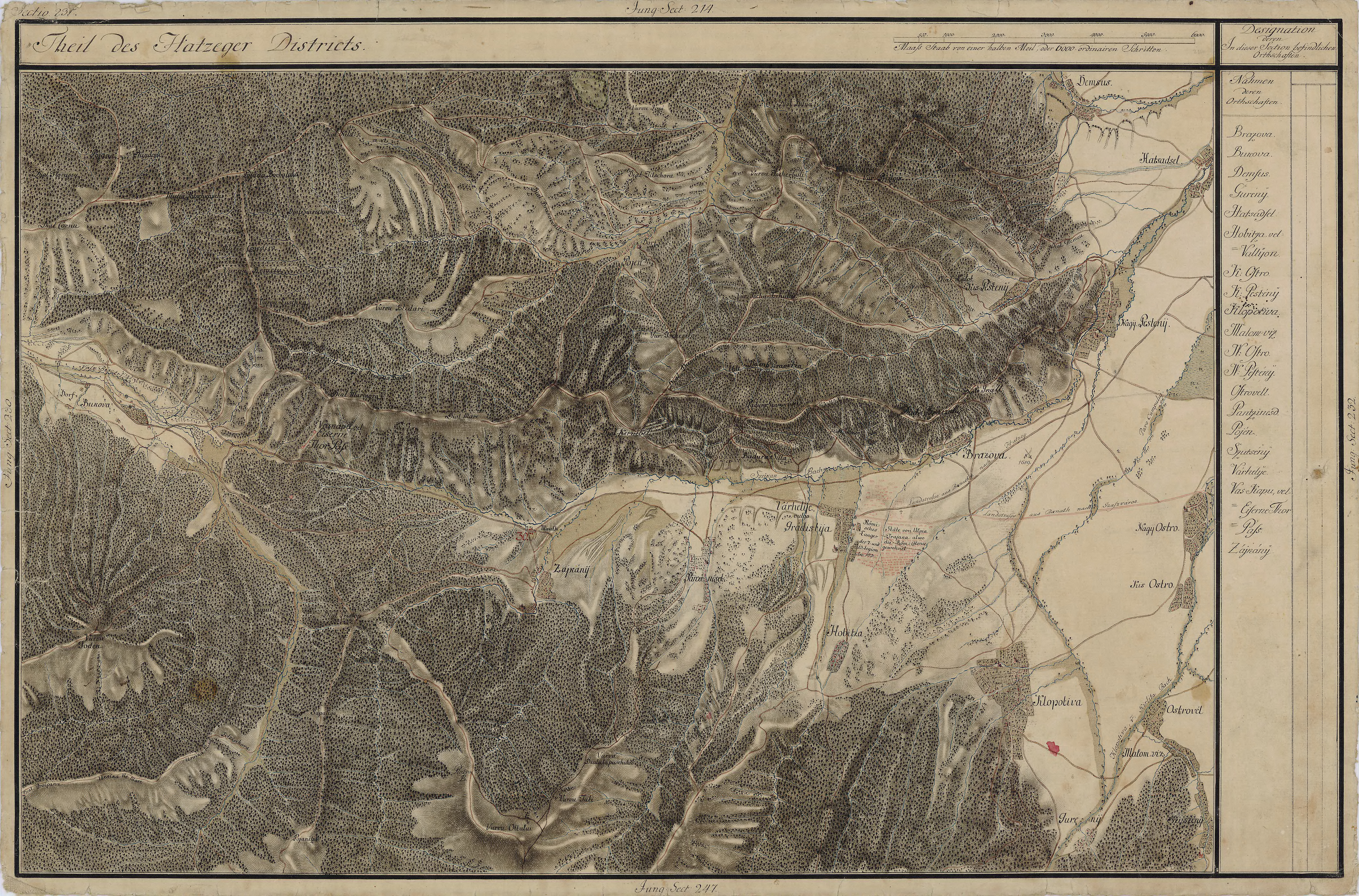
Ostrovu Mic în Harta Iosefină a Transilvaniei, 1769-1773